# Іка/Іда
Іка/Іда — офшорні газові родовища в хорватському секторі Адріатичного моря, розробка яких здійснюється в межах єдиного проекту.

## Загальний опис
Родовище Іка відкрили у 1978 році внаслідок спорудження свердловини Jadran-18/1. Один поклад виявили у вапняках формації Mali Alan, що відноситься до мезозою, тоді як ще три поклади знаходяться у пісковиках турбідітового походження епохи плейстоцену. Неподалік, дещо на північний схід від Іки, відкрили менше родовище Іда, запаси газу в якому знаходяться у відкладеннях плейстоцену.
Розробку родовищ здійснюють спільно на паритетних засадах хорватська нафтогазова компанія INA та італійська Eni. Видобуток з них стартував на початку 2006 року, для чого перед тим провели облаштування району, яке включало такі платформи:
- Ika A (обслуговує 3 свердловини);
- Ika B (3 свердловини), під'єднана до Ika A трубопроводом довжиною 6,5 км та діаметром 150 мм;
- Ida C (3 свердловини);
- Ida B (2 свердловини), під'єднана до Ida C трубопроводом довжиною 2,4 км та діаметром 150 мм;
- Ida А (1 свердловина), під'єднана до Ida C трубопроводом довжиною 6,9 км та діаметром 150 мм.
Між собою Ika A та Ida C з'єднані газопроводом довжиною 10,8 км та діаметром 400 мм, а видача продукції здійснюється з них по трубопроводах таким саме діаметром 400 мм, що забезпечують зв'язок з хорватською та італійською системами:
- від Ida C до розташованої північніше платформи Ivana K на родовищі Івана (довжина 35,7 км);
- від Ika A до платформи Annamaria A, яка працює західніше на родовищі Аннамарія (довжина 9,6 км).
Крім того, для транспортування інших задіяних у виробництві рідин прокладені паралельні трубопроводи діаметром 80 та 50 мм від Ika A до Ika B та Ida C, а з останньої до Ida B та Ida А.
Майже всі платформи виконали на одоопорній основі (моноподи) і лише Ika A має чотири опори (тетрапод). Для спорудження описаної інфраструктури залучили судно Crawler, що належить компанії Saipem.
В 2009 році до Ida А за допомогою трубопроводу довжиною 7 км та діаметром 150 мм під'єднали платформу малого родовища Ірина (крім того, тут же проходять допоміжні лінії діаметром 75 та 50 мм).
Практично тоді ж, в 2008—2009 роках, відкрили родовище-супутник Іка-Південно-Західне. На ньому в 2013-у плавучий кран великої вантажопідйомності Rambiz встановив опорну основу платформи IKA JZ, що мала висоту 77 метрів та важила 700 тон. А наступного року інший кран Oleg Strashnov змонтував на неї надбудову з обладнанням вагою 555 тон.